# Guy Hatchi
Pour les articles homonymes, voir Hatchi (homonymie).
Guy Georges Hatchi est un footballeur français né le 18 mars 1934 à Basse-Terre (Guadeloupe) et mort le 7 juillet 2017 à Sarlat-la-Canéda (Dordogne),. Ce joueur de petite taille (1,72 m pour 70 kg) a évolué comme demi dans différents clubs français.

## Carrière de joueur
- 1954-1960 : Limoges Football Club
- 1960-1962 : UA Sedan-Torcy
- 1962-1965 : Olympique lyonnais
- 1965-1967 : Olympique de Marseille
- 1966-1968 : Nîmes Olympique[3]

## Palmarès
- Vainqueur de la Coupe de France en 1961 avec l'UA Sedan-Torcy et 1964 avec l'Olympique lyonnais[4].
- Finaliste de la Coupe de France 1963 avec l'Olympique lyonnais
- Finaliste du Challenge des champions 1961 avec l'UA Sedan-Torcy
- Vice-champion de France de D2 1965-1966 avec l'Olympique de Marseille et 1967-1968 avec le Nîmes Olympique